# WTA de Auckland
O WTA de Auckland – ou ASB Classic, atualmente – é um torneio de tênis profissional feminino, de nível WTA 250.
Realizado em Auckland, no norte da Nova Zelândia, estreou em 1956. Os jogos são disputados em quadras duras durante o mês de janeiro.

## Finais

### Simples
| Ano                                                                | Campeã                                             | Vice-campeã                                        | Resultado                                          |
| ------------------------------------------------------------------ | -------------------------------------------------- | -------------------------------------------------- | -------------------------------------------------- |
| 2025                                                               | Clara Tauson                                       | Naomi Osaka                                        | 4–6, ab.                                           |
| 2024                                                               | Coco Gauff                                         | Elina Svitolina                                    | 46–7, 6–3, 6–3                                     |
| 2023                                                               | Coco Gauff                                         | Rebeka Masarova                                    | 6–1, 6–1                                           |
| Torneio não realizado em 2022 e 2021 devido à pandemia de COVID-19 |                                                    |                                                    |                                                    |
| 2020                                                               | Serena Williams                                    | Jessica Pegula                                     | 6–3, 6–4                                           |
| 2019                                                               | Julia Görges                                       | Bianca Andreescu                                   | 2–6, 7–5, 6–1                                      |
| 2018                                                               | Julia Görges                                       | Caroline Wozniacki                                 | 6–4, 7–64                                          |
| 2017                                                               | Lauren Davis                                       | Ana Konjuh                                         | 6–3, 6–1                                           |
| 2016                                                               | Sloane Stephens                                    | Julia Görges                                       | 7–5, 6–2                                           |
| 2015                                                               | Venus Williams                                     | Caroline Wozniacki                                 | 2–6, 6–3, 6–3                                      |
| 2014                                                               | Ana Ivanović                                       | Venus Williams                                     | 2–6, 6–3, 6–3                                      |
| 2013                                                               | Agnieszka Radwańska                                | Yanina Wickmayer                                   | 6–4, 6–4                                           |
| 2012                                                               | Zheng Jie                                          | Flavia Pennetta                                    | 2–6, 6–3, 2–0, ab.                                 |
| 2011                                                               | Gréta Arn                                          | Yanina Wickmayer                                   | 6–3, 6–3                                           |
| 2010                                                               | Yanina Wickmayer                                   | Flavia Pennetta                                    | 6–3, 6–2                                           |
| 2009                                                               | Elena Dementieva                                   | Elena Vesnina                                      | 6–4, 6–1                                           |
| 2008                                                               | Lindsay Davenport                                  | Aravane Rezaï                                      | 6–2, 6–2                                           |
| 2007                                                               | Jelena Janković                                    | Vera Zvonareva                                     | 7–69, 5–7, 6–3                                     |
| 2006                                                               | Marion Bartoli                                     | Vera Zvonareva                                     | 6–2, 6–2                                           |
| 2005                                                               | Katarina Srebotnik                                 | Shinobu Asagoe                                     | 5–7, 7–5, 6–4                                      |
| 2004                                                               | Eleni Daniilidou                                   | Ashley Harkleroad                                  | 6–3, 6–2                                           |
| 2003                                                               | Eleni Daniilidou                                   | Cho Yoon-jeong                                     | 6–4, 4–6, 7–62                                     |
| 2002                                                               | Anna Smashnova                                     | Tatiana Panova                                     | 6–2, 6–2                                           |
| 2001                                                               | Meilen Tu                                          | Paola Suárez                                       | 7–68, 6–2                                          |
| 2000                                                               | Anne Kremer                                        | Cara Black                                         | 6–4, 6–4                                           |
| 1999                                                               | Julie Halard-Decugis                               | Dominique van Roost                                | 6–4, 6–1                                           |
| 1998                                                               | Dominique van Roost                                | Silvia Farina                                      | 4–6, 7–6, 7–5                                      |
| 1997                                                               | Marion Maruska                                     | Judith Wiesner                                     | 6–3, 6–1                                           |
| 1996                                                               | Sandra Cacic                                       | Barbara Paulus                                     | 6–3, 1–6, 6–4                                      |
| 1995                                                               | Nicole Bradtke                                     | Ginger Helgeson-Nielsen                            | 3–6, 6–2, 6–1                                      |
| 1994                                                               | Ginger Helgeson                                    | Inés Gorrochategui                                 | 7–64, 6–3                                          |
| 1993                                                               | Elna Reinach                                       | Caroline Kuhlman                                   | 6–0, 6–0                                           |
| 1992                                                               | Robin White                                        | Andrea Strnadová                                   | 2–6, 6–4, 6–3                                      |
| 1991                                                               | Eva Sviglerová                                     | Andrea Strnadová                                   | 6–2, 0–6, 6–1                                      |
| 1990                                                               | Leila Meskhi                                       | Sabine Appelmans                                   | 6–1, 6–0                                           |
| 1989                                                               | Patty Fendick                                      | Belinda Cordwell                                   | 6–2, 6–0                                           |
| 1988                                                               | Patty Fendick                                      | Sara Gomer                                         | 6–3, 7–6                                           |
| 1987                                                               | Gretchen Magers                                    | Terry Phelps                                       | 6–2, 6–3                                           |
| Torneio não realizado em 1986                                      |                                                    |                                                    |                                                    |
| 1985                                                               | Anne Hobbs                                         | Louise Field                                       | 6–3, 6–1                                           |
| Torneio não realizado entre 1984 e 1983                            |                                                    |                                                    |                                                    |
| 1982                                                               | Susan Hagey                                        | Belinda Cordwell                                   | 6–4, 6–2                                           |
| 1981                                                               | Pam Whytcross                                      | Chris Newton                                       | 3–6, 6–4, 6–1                                      |
| 1980                                                               | Janet Newberry                                     | Judy Chaloner                                      | 6–2, 6–1                                           |
| 1979                                                               | Pam Whytcross                                      | Brenda Perry                                       | 6–3, 7–5                                           |
| 1978                                                               | Helena Anliot                                      | Marilyn Tesch                                      | 6–4, 6–3                                           |
| 1977                                                               | Heidi Eisterlehner                                 | Karen Krantzcke                                    | 6–4, 6–4                                           |
| 1976                                                               | Final cancelada durante o andamento devido à chuva | Final cancelada durante o andamento devido à chuva | Final cancelada durante o andamento devido à chuva |
| 1975                                                               | Evonne Goolagong                                   | Linda Mottram                                      | 6–2, 7–5                                           |
| 1974                                                               | Evonne Goolagong                                   | Ann Kiyomura                                       | 6–3, 6–1                                           |
| 1973                                                               | Evonne Goolagong                                   | Marilyn Pryde                                      | 6–0, 6–1                                           |
| 1972                                                               | Kerry Melville                                     | Rosie Casals                                       | 6–2, 6–0                                           |
| 1971                                                               | Margaret Court                                     | Evonne Goolagong                                   | 3–6, 7–6, 6–2                                      |
| 1970                                                               | Ann Jones                                          | Kerry Melville                                     | 0–6, 6–4, 6–1                                      |
| 1969                                                               | Ann Jones                                          | Karen Krantzcke                                    | 6–1, 6–1                                           |
| 1968                                                               | Kerry Melville                                     | Gail Sherriff                                      | 8–6, 6–1                                           |
| 1967                                                               | Rosie Casals                                       | Françoise Dürr                                     | 6–2, 7–5                                           |
| 1966                                                               | Margaret Smith                                     | Kerry Melville                                     | 6–1, 6–1                                           |
| 1965                                                               | Rita Bentley                                       | Jill Blackman                                      | 6–4, 6–3                                           |
| 1964                                                               | Margaret Smith                                     | Jan Lehane                                         | 6–4, 3–6, 6–0                                      |
| 1963                                                               | Lesley Turner                                      | Ruia Morrison-Davy                                 | 6–2, 6–1                                           |
| 1962                                                               | Darlene Hard                                       | Ruia Morrison                                      | 7–5, 7–5                                           |
| 1961                                                               | Jan Lehane                                         | Ruia Morrison                                      | 6–0, 6–3                                           |
| 1960                                                               | Ruia Morrison                                      | Margaret Smith                                     | 6–2, 6–4                                           |
| 1959                                                               | Ruia Morrison                                      | Betty Holstein                                     | 6–4, 6–4                                           |
| 1958                                                               | Angela Mortimer                                    | Ruia Morrison                                      | 6–2, 6–1                                           |
| 1957                                                               | Margaret Hellyer                                   | Ruia Morrison                                      | 6–4, 6–4                                           |
| 1956                                                               | Mary Hawton                                        | Thelma Long                                        | 8–6, 10–8                                          |

### Duplas
| Ano                                                                | Campeãs                                                                  | Vice-campeãs                                                             | Resultado                                                                |                                                                          |
| ------------------------------------------------------------------ | ------------------------------------------------------------------------ | ------------------------------------------------------------------------ | ------------------------------------------------------------------------ | ------------------------------------------------------------------------ |
| 2025                                                               | Jiang Xinyu Wu Fang-hsien                                                | Aleksandra Krunić Sabrina Santamaria                                     | 6–3, 6–4                                                                 |                                                                          |
| 2024                                                               | Anna Danilina Viktória Hrunčáková                                        | Marie Bouzková Bethanie Mattek-Sands                                     | 6–3, 56–7, [10–8]                                                        |                                                                          |
| 2023                                                               | Miyu Kato Aldila Sutjiadi                                                | Leylah Fernandez Bethanie Mattek-Sands                                   | 1–6, 7–5, [10–4]                                                         |                                                                          |
| Torneio não realizado em 2022 e 2021 devido à pandemia de COVID-19 |                                                                          |                                                                          |                                                                          |                                                                          |
| 2020                                                               | Asia Muhammad Taylor Townsend                                            | Serena Williams Caroline Wozniacki                                       | 6–4, 6–4                                                                 |                                                                          |
| 2019                                                               | Eugenie Bouchard Sofia Kenin                                             | Paige Mary Hourigan Taylor Townsend                                      | 1–6, 6–1, [10–7]                                                         |                                                                          |
| 2018                                                               | Sara Errani Bibiane Schoofs                                              | Eri Hozumi Miyu Kato                                                     | 7–5, 6–1                                                                 |                                                                          |
| 2017                                                               | Kiki Bertens Johanna Larsson                                             | Demi Schuurs Renata Voráčová                                             | 6–2, 6–2                                                                 |                                                                          |
| 2016                                                               | Elise Mertens An-Sophie Mestach                                          | Danka Kovinić Barbora Strýcová                                           | 2–6, 6–3, [10–5]                                                         |                                                                          |
| 2015                                                               | Sara Errani Roberta Vinci                                                | Shuko Aoyama Renata Voráčová                                             | 6–2, 6–1                                                                 |                                                                          |
| 2014                                                               | Sharon Fichman Maria Sanchez                                             | Lucie Hradecká Michaëlla Krajicek                                        | 2–6, 6–0, [10–4]                                                         |                                                                          |
| 2013                                                               | Cara Black Anastasia Rodionova                                           | Julia Görges Yaroslava Shvedova                                          | 2–6, 6–2, [10–5]                                                         |                                                                          |
| 2012                                                               | Andrea Hlaváčková Lucie Hradecká                                         | Julia Görges Flavia Pennetta                                             | 26–7, 6–2, [10–7]                                                        |                                                                          |
| 2011                                                               | Květa Peschke Katarina Srebotnik                                         | Sofia Arvidsson Marina Erakovic                                          | 6–3, 6–0                                                                 |                                                                          |
| 2010                                                               | Cara Black Liezel Huber                                                  | Natalie Grandin Laura Granville                                          | 7–64, 6–2                                                                |                                                                          |
| 2009                                                               | Nathalie Dechy Mara Santangelo                                           | Nuria Llagostera Vives Arantxa Parra Santonja                            | 4–6, 7–63, [12–10]                                                       |                                                                          |
| 2008                                                               | Mariya Koryttseva Lilia Osterloh                                         | Martina Müller Barbora Záhlavová-Strýcová                                | 6–3, 6–4                                                                 |                                                                          |
| 2007                                                               | Janette Husárová Paola Suárez                                            | Hsieh Su-wei Shikha Uberoi                                               | 6–0, 6–2                                                                 |                                                                          |
| 2006                                                               | Elena Likhovtseva Vera Zvonareva                                         | Émilie Loit Barbora Strýcová                                             | 6–0, 6–2                                                                 |                                                                          |
| 2005                                                               | Shinobu Asagoe Katarina Srebotnik                                        | Leanne Baker Francesca Lubiani                                           | 6–3, 6–3                                                                 |                                                                          |
| 2004                                                               | Mervana Jugić-Salkić Jelena Kostanić                                     | Virginia Ruano Pascual Paola Suárez                                      | 7–66, 3–6, 6–1                                                           |                                                                          |
| 2003                                                               | Teryn Ashley Abigail Spears                                              | Cara Black Elena Likhovtseva                                             | 6–2, 2–6, 6–0                                                            |                                                                          |
| 2002                                                               | Nicole Arendt Liezel Huber                                               | Květa Hrdličková Henrieta Nagyová                                        | 7–5, 6–4                                                                 |                                                                          |
| 2001                                                               | Alexandra Fusai Rita Grande                                              | Emmanuelle Gagliardi Barbara Schett                                      | 7–64, 6–3                                                                |                                                                          |
| 2000                                                               | Cara Black Alexandra Fusai                                               | Barbara Schwartz Patricia Wartusch                                       | 3–6, 6–3, 6–4                                                            |                                                                          |
| 1999                                                               | Silvia Farina Barbara Schett                                             | Seda Noorlander Marlene Weingärtner                                      | 6–2, 7–62                                                                |                                                                          |
| 1998                                                               | Nana Miyagi Tamarine Tanasugarn                                          | Julie Halard-Decugis Janette Husárová                                    | 7–61, 6–4                                                                |                                                                          |
| 1997                                                               | Janette Husárová Dominique van Roost                                     | Aleksandra Olsza Elena Pampoulova                                        | 6–2, 56–7, 6–3                                                           |                                                                          |
| 1996                                                               | Els Callens Julie Halard-Decugis                                         | Jill Hetherington Kristine Radford                                       | 6–1, 6–0                                                                 |                                                                          |
| 1995                                                               | Jill Hetherington Elna Reinach                                           | Laura Golarsa Caroline Vis                                               | 7–6, 6–2                                                                 |                                                                          |
| 1994                                                               | Patricia Hy Mercedes Paz                                                 | Jenny Byrne Julie Richardson                                             | 6–4, 7–64                                                                |                                                                          |
| 1993                                                               | Isabelle Demongeot Elna Reinach                                          | Jill Hetherington Kathy Rinaldi                                          | 6–2, 6–4                                                                 |                                                                          |
| 1992                                                               | Rosalyn Nideffer Raffaella Reggi                                         | Jill Hetherington Kathy Rinaldi                                          | 1–6, 6–1, 7–5                                                            |                                                                          |
| 1991                                                               | Patty Fendick Larisa Savchenko                                           | Jo-Anne Faull Julie Richardson                                           | 6–3, 6–3                                                                 |                                                                          |
| 1990                                                               | Natalia Medvedeva Leila Meskhi                                           | Jill Hetherington Robin White                                            | 3–6, 6–3, 7–63                                                           |                                                                          |
| 1989                                                               | Patty Fendick Jill Hetherington                                          | Elizabeth Smylie Janine Thompson                                         | 6–4, 6–4                                                                 |                                                                          |
| 1988                                                               | Patty Fendick Jill Hetherington                                          | Cammy MacGregor Cynthia MacGregor                                        | 6–2, 6–1                                                                 |                                                                          |
| 1987                                                               | Ann-Maria Fernandez Julie Richardson                                     | Gretchen Magers Elizabeth Minter                                         | 4–6, 6–4, 6–2                                                            |                                                                          |
| Torneio não realizado em 1986                                      |                                                                          |                                                                          |                                                                          |                                                                          |
| 1985                                                               | Anne Hobbs Candy Reynolds                                                | Lea Antonopolis Adriana Villagrán                                        | 6–1, 6–3                                                                 |                                                                          |
| Torneio não realizado entre 1984 e 1983                            |                                                                          |                                                                          |                                                                          |                                                                          |
| Torneio de duplas não realizado em 1982                            |                                                                          |                                                                          |                                                                          |                                                                          |
| 1981                                                               | S Chapman Pam Whytcross                                                  |                                                                          |                                                                          |                                                                          |
| 1980                                                               | Judy Chaloner Janet Newberry                                             |                                                                          |                                                                          |                                                                          |
| 1979                                                               | J Gardiner Lise Senn                                                     |                                                                          |                                                                          |                                                                          |
| 1978                                                               | Christine Newton Julia Sim                                               |                                                                          |                                                                          |                                                                          |
| 1977                                                               | Rayni Fox Kathleen Harter                                                |                                                                          |                                                                          |                                                                          |
| 1976                                                               | Torneio de duplas cancelado antes ou durante a competição devido à chuva | Torneio de duplas cancelado antes ou durante a competição devido à chuva | Torneio de duplas cancelado antes ou durante a competição devido à chuva | Torneio de duplas cancelado antes ou durante a competição devido à chuva |
| 1975                                                               | Evonne Goolagong Wendy Turnbull                                          | Laura duPont Cecilia Martinez                                            | 6–3, 4–6, 6–4                                                            |                                                                          |
| 1974                                                               | Evonne Goolagong Janet Young                                             | Peggy Michel Wendy Turnbull                                              | 7–6, 6–1                                                                 |                                                                          |
| 1973                                                               | Evonne Goolagong Janet Young                                             | Patricia Coleman Marilyn Tesch                                           | 6–1, 6–3                                                                 |                                                                          |
| 1972                                                               | Rosie Casals Billie Jean King                                            | Judy Dalton Françoise Dürr                                               |                                                                          |                                                                          |
| 1971                                                               | Margaret Court Evonne Goolagong                                          | Lesley Bowrey Winnie Shaw                                                | 7–6, 6–0                                                                 |                                                                          |
| 1970                                                               | Margaret Court Ann Jones                                                 | Karen Krantzcke Kerry Melville                                           | 6–0, 6–4                                                                 |                                                                          |
| 1969                                                               | Ann Jones Billie Jean King                                               | Helen Gourlay Karen Krantzcke                                            | 6–2, 10–8                                                                |                                                                          |
| 1968                                                               | Kerry Melville Gail Sheriff                                              | Ada Bakker Astrid Suurbeek                                               | 6–0, 6–2                                                                 |                                                                          |
| 1967                                                               | Rosie Casals Françoise Dürr                                              | Kerry Melville Gail Sherriff                                             | 6–4, 10–8                                                                |                                                                          |
| 1966                                                               | Margaret Smith Lesley Turner                                             | Elaine Becroft Heather Redwood                                           | 6–2, 6–1                                                                 |                                                                          |
| 1965                                                               | Jill Blackman Judy Tegart                                                | Elaine Becroft Ruia Morrison                                             | 9–7, 7–9, 6–1                                                            |                                                                          |
| 1964                                                               | Jan Lehane Margaret Smith                                                | Ethne Green Elizabeth Terry                                              | 6–2, 6–2                                                                 |                                                                          |
| 1963                                                               | Kate Denning Lesley Turner                                               |                                                                          |                                                                          |                                                                          |
| 1962                                                               | Darlene Hard Elizabeth Terry                                             |                                                                          |                                                                          |                                                                          |
| 1961                                                               | Jan Lehane Lesley Turner                                                 |                                                                          |                                                                          |                                                                          |
| 1960                                                               | Ruia Morrison Judy Tinnock                                               | Marion Johnston Margaret Smith                                           | 6–3, 6–1                                                                 |                                                                          |
| 1959                                                               | Mary Reitano M Turner                                                    |                                                                          |                                                                          |                                                                          |
| 1958                                                               | Sonia Cox Judy Tinnock                                                   |                                                                          |                                                                          |                                                                          |
| 1957                                                               | Lorraine Couglan Margaret Hellyer                                        |                                                                          |                                                                          |                                                                          |
| 1956                                                               | Mary Hawton Thelma Long                                                  |                                                                          |                                                                          |                                                                          |